# 干塘站
干塘站一作甘塘站，是位于宁夏回族自治区中卫市沙坡头区迎水桥镇甘塘自然村（原甘塘镇）的一个铁路车站，邮政编码751703。车站建于1958年，有包兰铁路和干武铁路经过该站，现办理客货运业务，车站及其上下行区间均为电气化区段。车站距离包头站745公里，隶属中国铁路兰州局集团，是二等站。截至2014年，该站的站房标示为干塘站，但站台上的站名牌却标示为“甘塘站”。